# Bert Struys
Bert Struys (Sint-Truiden, 28 oktober 1920 – Sterrebeek, 22 november 2000) was een Vlaams toneelacteur en regisseur. Hij was in 1948 de eerste laureaat die afstudeerde aan de Studio van het Nationaal Toneel.

## Loopbaan
Struys stond in de jaren 50 dagelijks in de KVS te Brussel op de planken, vaak samen met Nand Buyl, waar hij één seizoen in 32 stukken een rol vertolkte en daarmee toen een record verbrak. In het theaterseizoen 1964-1965 behoorde Struys met Nand Buyl, Gella Allaert en Denise De Weerdt tot de allereerste Nederlandstalige cast van Edward Albees klassiek geworden Wie is er bang voor Virginia Woolf?, toen hij de rol van Nick speelde in de KVS. 
In 1959 regisseerde hij voor de Belgische Radio en Televisie het jeugdfeuilleton Manko Kapak met Jan Gorissen en de jonge Senne Rouffaer in de titelrol. Samen met deze laatste regisseerde hij ook een aantal andere jeugdseries waarbij Rouffaer de acteursregie verzorgde en hij de beeldregie, zo onder andere in De Tijdscapsule uit 1963, Kapitein Zeppos uit 1964, Johan en de Alverman uit 1965, Axel Nort uit 1966, Midas uit 1967, Fabian van Fallada uit 1969, Keromar uit 1971 en Het zwaard van Ardoewaan uit 1972. Voor deze laatste werd Bert Struys op 31 januari 1973 bekroond met de tweejaarlijkse Bert Leysenprijs voor de beste televisieproductie.
Hij was in de jaren zestig en 70 de regisseur van vele televisiefilms. In 1966 regisseerde hij de langspeelfilm Te Venetië als in de hemel. Ook in 1966 was hij als acteur een kapitein in Het afscheid. In 1969 speelde hij in de op Shakespeare gebaseerde Vlaamse televisiefilm Othello met onder meer Chris Lomme en Senne Rouffaer. In 1977 was hij een verzetsleider in Soldaat van Oranje. Bert Struys was een geboren vechter: hersteld van een zogenaamd ernstige hersenaandoening, speelde hij in het Nederlands Toneel Gent in regie van Dirk Tanghe de Bode in Medea van Euripides. En hij begon meteen aan een tweede, derde carrière. In 1990 schreef hij het script voor de eerste 11 afleveringen van de VTM-televisieserie Commissaris Roos. Hij zou tussen 1990 en 1992 ook 3 afleveringen van de serie regisseren. In 1992 leverde hij de stem van Professor Zonnebloem in de tekenfilmserie van De avonturen van Kuifje. In 1997 speelde hij nog een oude boer in Terug naar Oosterdonk. In 1999 was hij Louis Verbiest in Shades van Erik Van Looy. Het werd zijn laatste acteerprestatie.

## Trivia
- Bert Struys was gehuwd met actrice, presentatrice en televisieproducer Kris Smet. Samen hebben ze drie zonen. Hun zoon Patrick (1967) zou een rol spelen in Het zwaard van Ardoewaan en De Kat. In 1973 werd hun tweeling geboren.

## Filmografie
- Shades (1999) – Louis Verbiest
- Kurrel & Co. (1999) – Opa
- Zand erover. (1999) – Robert
- Terug naar Oosterdonk (1997) – Oude boer
- Welcome Home (1993) – Rol onbekend
- Het zilveren hoekske (1989) – Raymond
- De kleine reder (1988) – Schipper
- Exit-exil (1986) – Cyril
- Na de liefde (1983) – Directeur drukkerij
- Merlina – Dokter
- Het feestkomitee (1981) – Hector Spreutel
- De collega's (1981) – Aloys Degrys
- De Witte van Sichem (1980) – Wannes Raps
- Whitey (1980) – Rol onbekend
- Een maand op het land (1979) – Rol onbekend
- Gelukkige verjaardag (1979) – Mertens
- De brusselse straatzanger (1978) – Graaf Kranendolf
- The Wedding Feast (1978) – David Lowery
- Ad vitam aeternam (1978) – Rol onbekend
- Soldaat van Oranje (1977) – Verzetsleider
- Zaterdag, zondag, maandag (1977) – Luigi Lannielo
- Liefde onder de olmen (1976) – L'homme
- Rue haute (1976) – Rol onbekend
- De herberg in het misverstand (1976) – Voerman Thijs
- De arme edelman (1973) – De Necker
- Othello (1969) – Othello
- De drie Musketiers (1968) – Koning Lodewijk XIII
- Gebroeders Karamazow (1968) – Prokureur
- Dallas (1967) – Getuige
- Het afscheid (1966) – Kapitein
- Tante detective (1966) – Rol onbekend
- De toetsteen der liefde (1964) – Rol onbekend
- Het gezin van Paemel (1963) – Rol onbekend
- Hamlet (1962) – Rol onbekend
- Huwelijksreis  (1961) – Rol onbekend
- Lady Windermere's waaier (1960) – Rol onbekend
- Het vonnis (1960) – Griffier Garcia Morales
- Veel leven om niets (1959) – Rol onbekend
- Madame Sans-Gène (1959) – Rol onbekend
- Ook het kleine telt (1959) – Rol onbekend
- Bruid der zee (1958) – Rol onbekend

## Als regisseur
- Commissaris Roos (5 afleveringen, 1990-1992)
- Zandkasteel   (1980)
- Het gat in de muur (1979)
- Tabula rasa (1979)
- In natura (1976)
- De danstent (1976)
- Rikketikketak (1973)
- De routiers (1973) (TV)
- Moeder Hanna (1973) (TV)
- De kat (1973)
- Het zwaard van Ardoewaan (1972)
- Keromar (1971)
- Fabian van Fallada (1969)
- A Man Dies (1969)
- De dood van een mens
- Pas op dat je geen woord zegt (1969)
- Moeder Courage en haar kinderen (1969)
- Storm Over Firenze (1968)
- Mijnheer Serjanszoon (1967)
- Midas (1967)
- Sussusut (1967) (TV)
- Te Venetië als in de hemel (1966)
- Axel Nort (1966) TV series
- De bruidskist (1966)
- Johan en de Alverman (1965)
- Kapitein Zeppos (1964)
- De tijdscapsule (1963)
- Zanzibar (1962)
- Tijl Uilenspiegel (1961)
- Het geheim van Killary Harbour (1960)
- Manko Kapak (1959)
- Schatteneiland (1957)
- Jan zonder vrees (1956)

## Als schrijver
- Commissaris Roos (11 episodes, 1990-1992)